# Zairinización

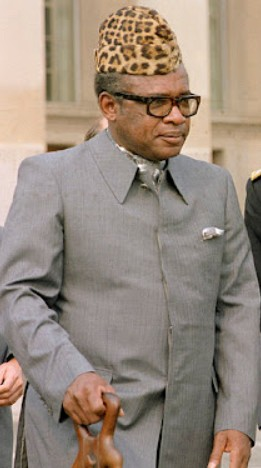
Mobutu Sese Seko luciendo un traje de tipo abacost, 1983

Authenticité, o a veces Zairinización en español, fue una ideología de estado de carácter oficial del régimen de Mobutu que se gestó a finales de los años 60 y principios de los 70 en la antigua República del Congo-Leopoldville, posteriormente rebautizada Zaire, siendo similar a la campaña homónima emprendida en Chad por François Tombalbaye. La campaña de autenticidad fue un esfuerzo que buscaba liberar al país de los vestigios persistentes del colonialismo y de la continuada influencia de la cultura occidental con el fin de crear una identidad nacional más centralizada y diferenciada. Esta política se puso en práctica llevando a cabo numerosos cambios en la vida privada de las personas y en la vida del Estado. Entre dichos cambios está el cambio de nombre del Congo y sus ciudades así como la obligación de que los zaireños cambiaran sus nombres cristianos por otros más «auténticos» y el uso de los postnombres bantúes. Además, la vestimenta al estilo occidental fue prohibida y vino a ser reemplazada por una túnica de estilo mao llamada «abacost» y por su equivalente femenino. Se retiraron también los monumentos coloniales. Asimismo, la política de nacionalización cultural corrió en paralelo a ciertos esfuerzos de nacionalización (zairinización) de empresas extranjeras en el país.
Esta política empezó a decaer a finales de los años 70 y en los 90 prácticamente ya se había abandonado.

## Origen e ideología general

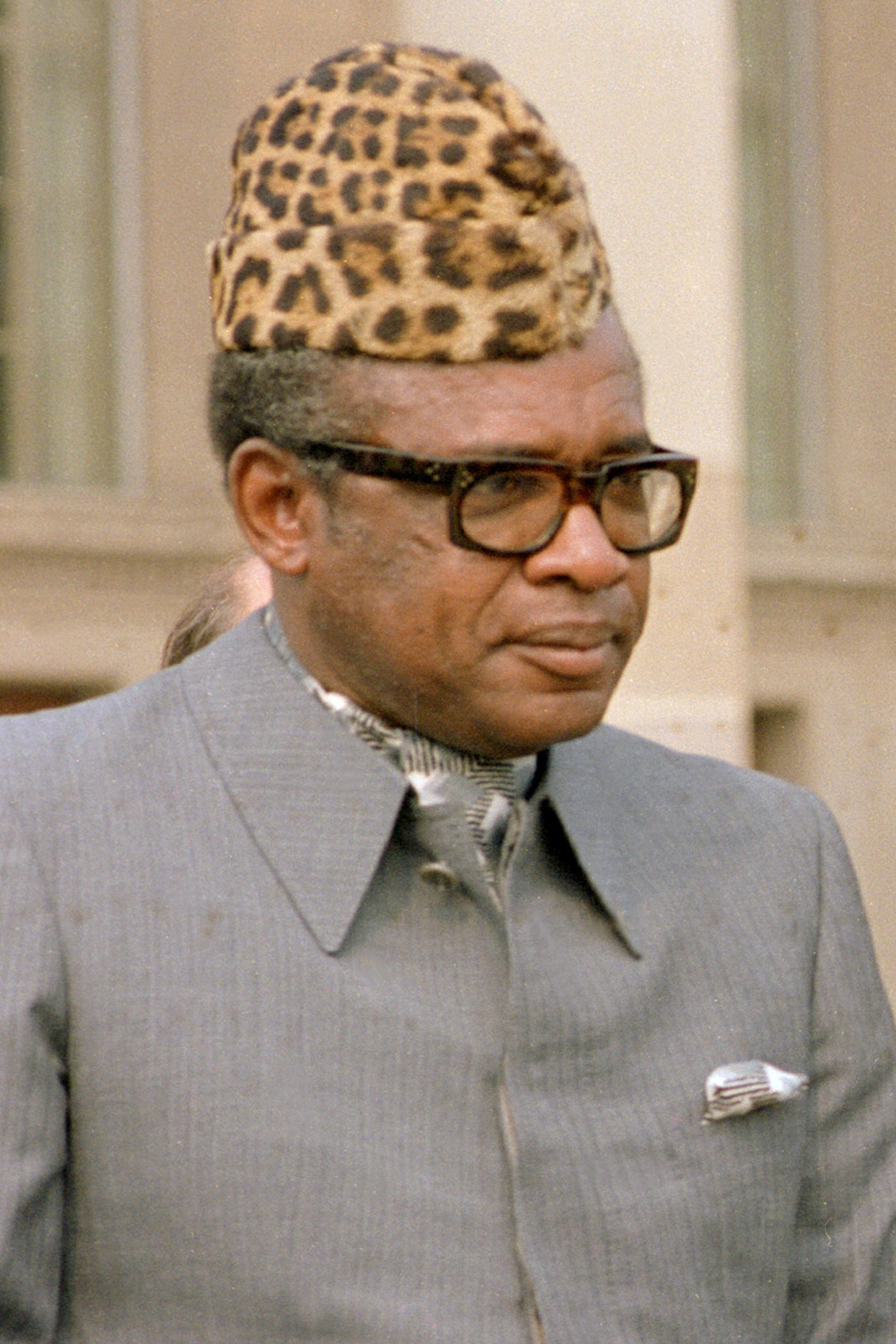
Moda de piel en 1983, Leopard (ropa), Gorro de piel masculino, Hombres mirando a la derecha y mirando a la derecha, Mobutu Sese Seko en 1983, Gorras laterales

No mucho después de que Mobutu Sese Seko declarase el comienzo de la Segunda República tras haber dado un golpe de Estado contra el gobierno democrático del presidente Joseph Kasa-Vubu, puso de manifiesto su nueva ideología nacionalista en el Manifiesto de N'Sele (mayo de 1967). En los años siguientes Mobutu iría gradualmente implantando las distintas medidas que definirían esta campaña. Sobre todo, el autoproclamado «padre de la nación» usó el retour à l'authenticité ('regreso a la autenticidad') como la vía que conduciría a la creación de una identidad nacional que estuviese por encima del regionalismo y el tribalismo reconciliando ambos con las exigencias de la modernización. Esta política supondría una serie de medidas cuyo objeto sería romper con todo aquello que pudiese recordar a Occidente y su dominación colonia. Él describió esta ideología en los siguientes términos:

La Authenticité nos ha hecho descubrir nuestra personalidad adentrándonos en las profundidades de nuestro pasado y en el rico legado cultural que nos dejaron nuestros antepasados. No tenemos la intención de regresar ciegamente a todas nuestras costumbres ancestrales, sino que preferimos elegir aquellas que se adapten bien a la vida moderna, las que promuevan el progreso y aquellas que creen un estilo de vida y de pensamiento que sean esencialmente nuestros.

Aunque Mobutu y las personas de su gobierno la glorificaron continuamente, la campaña de autenticidad constituyó el medio del que se valió el mandatario para justificar su propio estilo de liderazgo. Él mismo, en un intento de aunar su ideología y su predominio político, declaró lo siguiente justo antes de promulgar la authenticité: «según nuestra tradición africana, nunca puede haber dos jefes... Por esa razón los congoleños, deseosos de vivir en consonancia con las tradiciones de nuestro continente, hemos decidido acumular las energías ciudadanas de nuestro país bajo la bandera de un partido nacional único», aunado todo ello a la necesidad de debilitar las identidades tribales para promover así la unidad nacional.

## Vestimenta
Como resultado en gran parte de la visita de Mobutu a Pekín en 1973, a los varones zaireños se les sugirió y luego se les instó a que abandonaran el traje y la corbata occidentales para adoptar la túnica de estilo mao llamada abacost, palabra que se derivó de la expresión francesa à bas le costume ('abajo el traje'). También se creó un equivalente femenino de dicha vestimenta nacional.

## Cambios de nombre

### Nombres geográficos

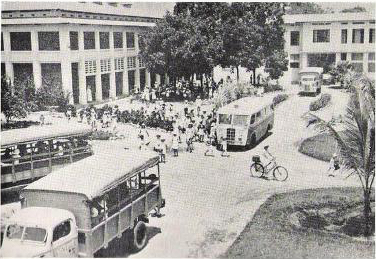
Vista de la ciudad colonial de Léopoldville (Congo Belga), rebautizada como Kinsasa en 1966 en virtud de la política de Authenticité.

Uno de los resultados más visibles y reconocibles de la authenticité, sin lugar a dudas, fue el cambio de nombre del país de República del Congo a República del Zaire, un barbarismo portugués que parte de la expresión kikongo nzere o nzadi y se traduce como «río que engulle a todos los ríos». No se sabe por qué el mandatario se decantó por un nombre colonial portugués en vez de hacerlo por un auténtico nombre congoleño. Sin embargo, una biografía del mandatario escrita por Jean-Pierre Langellier, periodista de Le Monde, atribuye el origen de la idea sobre dicho nombre a una cena que aquel tuvo con su consejero Jacques de Groote y el antropólogo belga Jan Vansina, al último de los cuales se le ocurrió dicho término, ya que presumiblemente designa en distintas lenguas locales, incluido el kikongo, al «río que engulle todos los ríos». Asimismo, Mobutu rebautizó el río Congo y la moneda nacional (anteriormente el franco congoleño) llamándolos también «Zaire» y posteriormente se refirió a todos ellos como «Les Trois Z — Notre Pays, Notre Fleuve, Notre Monnaie» ('Las tres zetas: nuestro país, nuestro río, nuestra moneda'). Además se rebautizaron apropiadamente ciudades como Kinsasa (antes Léopoldville), Kisangani (antes Stanleyville), así como calles, puentes y otros puntos geográficos, operándose los cambios de nombre también dentro de las fuerzas armadas. 
| Nombre colonial    | Nombre actual |
| ------------------ | ------------- |
| Aketi Port-Chaltin | Aketi         |
| Alberta            | Ebonda        |
| Albertville        | Kalemie       |
| Bakwanga           | Mbuji-Mayi    |
| Banningville       | Bandundu      |
| Banzyville         | Mobayi-Mbongo |
| Baudoinville       | Moba          |
| Brabanta           | Mapangu       |
| Bomokandi          | Bambili       |
| Cattier            | Lufu-Toto     |
| Charlesville       | Djokupunda    |
| Cocquilhatville    | Mbandaka      |
| Constermansville   | Bukavu        |
| Élisabetha         | Lukutu        |
| Élisabethville     | Lubumbashi    |
| Flandria           | Boteka        |
| Jadotville         | Likasi        |
| Kalina             | Gombe         |
| Kilomines          | Bambumines    |

| Nombre colonial | Nombre actual |
| --------------- | ------------- |
| Léopoldville    | Kinsasa       |
| Leverville      | Lusanga       |
| Luluabourg      | Kananga       |
| Mérode          | Tshilundu     |
| Moerbeke        | Kwilu-Ngongo  |
| Mont Stanley    | Mont Ngaliema |
| Nouvelle-Anvers | Makanza       |
| Paulis          | Isiro         |
| Ponthierville   | Ubundu        |
| Port Francqui   | Ilebo         |
| Renkin          | Matonge       |
| Saint-Jean      | Lingwala      |
| Stanley         | Makiso        |
| Stanley Pool    | Pool Malebo   |
| Sentery         | Lubao         |
| Stanleyville    | Kisangani     |
| Thysville       | Mbanza-Ngungu |
| Vista           | Nsia Mfumu    |
| Wolter          | Luila         |

### Nombres personales
A los zaireños se les instó a cambiar sus nombres occidentales o cristianos por nombres zaireños. El propio Mobutu se cambió el nombre de Joseph Desiré Mobutu al de Mobutu Sese Seko Ngbendu Wa Za Banga (abreviado Mobutu Sese Seko).

## Confesiones religiosas
La jerarquía eclesial católica consideró que el retour à l'authenticité amenazaba al cristianismo en el Zaire (a principios de los años 1990 casi la mitad de la población era católica). La insistencia del régimen en la «descolonización mental» y la «desalienación cultural» podía interpretarse como un ataque hacia el cristianismo en tanto que éste era un producto de la influencia occidental. De igual manera se podía interpretar el énfasis puesto en la cultura africana como alternativa a la occidentalización generalizada. Asimismo, la prohibición de los nombres cristianos era una medida que ofendía particularmente a la Iglesia Católica.
Como parte de sus medidas reorganizadoras, Mobutu prohibió todas las denominaciones cristianas extranjeras, obligando a que las que quisieran existir dentro de Zaire se afiliaran a una de estas cuatro organizaciones: la Iglesia Kimbanguista (una iglesia sincrética de origen zaireño), la Iglesia Católica, las Iglesias Ortodoxas y Les Églises du Christ au Zaire (ECZ, actualmente Iglesia de Cristo en el Congo), donde se enmarcaban la mayoría de las confesiones protestantes. Todas las demás fueron declaradas ilegales. Las distintas iglesias protestantes tuvieron que afiliarse a la última de estas organizaciones religiosas como congregaciones dentro de las ECZ. En esa época se multiplicaban las sectas e iglesias locales y se cree que Mobutu pretendía controlarlas, así como controlar a las iglesias en general.

## Zairinización estructural
Llevada a cabo en el transcurso del año 1974, la «zairinización» constituyó uno de los acontecimientos más importantes de la política del régimen de Mobutu, que consistió en la nacionalización gradual de bienes comerciales y de terrenos que pertenecían a ciudadanos o grupos financieros extranjeros. De hecho, se trataba de un proceso de expropiaciones y, con el objeto de contar con el apoyo mayoritario de su pueblo al proyecto, Mobutu anunció al público que el Estado no asumiría la compensación económica a los propietarios, escenario también conocido como «confiscación». Dichas compensaciones económicas a varios propietarios extranjeros constituían una parte importante de la deuda del Estado. En realidad, aunque tales medidas oficialmente se encaminaban a la reapropiación nacional de la economía y a la redistribución de la riqueza adquirida durante la colonización, principalmente constituyeron un fracaso.

### Estructuras económicas
Tras la primera guerra del Congo, Mobutu, nuevo jefe de Estado, se compromete a recuperar la confianza de los círculos empresariales extranjeros. En 1966 las pujantes industrias mineras de Kasai y de Katanga son nacionalizadas. Llega entonces la edad de oro del Congo independiente: en 1967 1 franco congoleño se cambia por 2 dólares estadounidenses, las escuelas públicas se extienden y el éxodo rural se acelera; florecen los precios del café, del cobre u otros minerales, pero la economía del país sigue siendo, como en la época colonial, muy frágil y orientada a la exportación.
A partir de 1973 el país se ve afectado por una aguda crisis económica provocada por la bajada de los precios del cobre y la subida de los del petróleo. La corrupción se generaliza y la inflación se dispara mientras Mobutu privatiza muchas empresas y las pone a su propio nombre o a nombre de sus parientes (zairinización). El país produce gran cantidad de café para la exportación pero no es capaz de cubrir sus propias necesidades alimenticias. Mobutu manda importar cereales y carne desde Sudáfrica y Rodesia (dos regímenes segregacionistas contra la población negra) en vez de modernizar la agricultura de un país que, dado su clima, podría fácilmente alimentarse a sí mismo.
De forma general, los nuevos propietarios de los bienes económicos y financieros no estaban preparados para asumir a medio y largo plazo la gestión de los medios productivos. Los que no se arruinaron trasladaron enormes inversiones a Occidente. Mobutu desvió los recursos del Estado de tal manera que en 1984 era uno de los hombres más acaudalados del planeta con cuatro mil millones de dólares, el equivalente a toda la deuda externa de su país. La deuda se acrecentó aún más con la construcción de una obra faraónica: la presa hidroeléctrica de Inga, un proyecto legado por la Bélgica colonial que el Zaire no necesitaba. Aunque la presa de Inga reportó beneficios económicos a empresas francesas (EDF) o italianas, como la acería de Maluku, todo se arruinó en poco tiempo. Dicha política nacionalista del régimen, en consecuencia, acabó frenando la inversión extranjera en el Zaire y favoreciendo en última instancia cierta forma de monopolio en la entrada de capitales extranjeros encabezados por diferentes fondos de cooperación para el desarrollo.
La dictadura, la persecución y el empobrecimiento produjeron una fuga de cerebros hacia occidente (principalmente Bélgica y Francia).

### Estructuras políticas
La disponibilidad de fondos comerciales y de patrimonios económicos también formaron parte del clientelismo mantenido por el poder. El clan que era cercano al mandatario podía así beneficiarse de los frutos de la política de nacionalización a cambio de lealtad al régimen, que la retribuiría con beneficios comerciales o terrenos. Muchos países occidentales firmaron acuerdos con Zaire a fin de proceder a la indemnización de lo expoliado, pero en la gran mayoría de los casos los acuerdos no llegaron nunca a aplicarse.

## Otras características

### Fórmulas de tratamiento
Bajo la authenticité, ideología del Estado y del Partido, todos los ciudadanos eran iguales, de modo que el tratamiento que se usaría entre los zaireños sería citoyen 'ciudadano'. Se dictó el uso de este término en la vida pública con el objeto de acabar con las supuestas distinciones jerárquicas que vendrían marcadas por los tratamientos monsieur, 'señor', y madame, 'señora'.

### Visitas de jefes de Estado
Las visitas de jefes de Estado extranjeros se empezaron a saludar con cantos y tambores africanos a diferencia de las tradicionales salvas de disparos que eran propias del ceremonial occidental.

### Arte
El Estado pidió el retorno al país de todas las obras de arte tradicional con el objeto de que sirviesen de inspiración a los artistas zaireños, garantizando así que los estilos tradicionales se incorporen al acervo artístico contemporáneo.

## Declive de la authenticité
Aunque muchos de los cambios promovidos por la authenticité perduraron casi hasta el final del régimen de Mobutu o más allá incluso, la ideología que los inspiraba había empezado a declinar a finales de la década de 1970, ya que apenas podía seguir siendo útil a su régimen cleptócrata. En 1990, junto con el anuncio de transición a una Tercera República por parte de Mobutu, que sobre todo implementó un sistema de tres partidos, llegó la libertad de retornar a las formas de tratamiento más generalizadas y la libertad de vestir traje y corbata. En los años 1990 muchos zaireños habían vuelto a usar sus anteriores nombres personales. Posteriormente al exilio forzado de Mobutu durante la Primera Guerra del Congo en 1997, el presidente Laurent Kabila rebautizó el país como República Democrática del Congo.